# Hirschbach (Morsbach)
Der Hirschbach ist ein linker Zufluss des Morsbachs im Landkreis Aschaffenburg im bayerischen Spessart.

## Geographie

### Verlauf
Der Hirschbach entspringt in einem Tal zwischen Grünmorsbach und Klingerhof. Er fließt in südöstliche Richtung nach Straßbessenbach. Dort mündet er verrohrt in den Morsbach.

### Flusssystem Aschaff
- Liste der Fließgewässer im Flusssystem Aschaff